# Нямецки манастир
Нямецкият манастир или Нямцкият манастир, или манастирът „Нямц“ (на румънски: Mănăstirea Neamț), е православен манастир в Румъния.

## История
Манастирът е основан през ХІV-ХV век, а главната църква е изградена в края на ХV век по времето на молдовския княз Стефан ІІІ (1457-1504).
Нямецкият манастир е важно православно културно средище на Балканите в продължение на столетия.
В него през 1792 г. йеросхимонах Спиридон завършва своята „История во кратце о болгарском народе словенском“.